# Laufbrücke
Eine Laufbrücke ist eine sicher begehbare konstruktive Verbindung zweier räumlich getrennter Orte.
Im Allgemeinen wird hiermit eine sehr einfache Konstruktion wie schmale, hölzerne Bockbrücken für Fußgänger über ein Gewässer oder eine einfache Zuwegung zum Herauffahren von Karren auf Gerüste zum Transport der Baumaterialien.
Auf einem Schiff verbindet die Laufbrücke die Aufbauten und die Kommandobrücke über ein tiefliegendes glattes Deck hinweg. Sie hat hier Geländer.
So kann die Mannschaft auch bei schwerer See die Aufbauten erreichen, ohne von Brechern mitgerissen zu werden.